# Tito Cúcio Cilto
Tito Cúcio Cilto (em latim: Titus Cutius Ciltus) foi um senador romano nomeado cônsul sufecto para o nundínio de julho a agosto de 56 com Lúcio Júnio Gálio Aniano.